# Conseria
Conseria è una zona montuosa nel territorio comunale di Scurelle, a poco dal confine con Castello Tesino, è situata vicino alla Val Campelle. La zona è molto praticata da escursionisti sia di estate che di inverno.

## Geografia
La zona è divisa in due parti:
- Conseria
- Passo Cinque Croci

Ed è dominata da queste principali cime:
- Cima Socede - 2.173 m
- Cima Cengello - 2.439 m
- Col di San Giovanni - 2.251 m
- Col della Palazzina (o di San Giovannino) - 2.114 m

L'altitudine della zona varia dai 1800 ai 1900 metri e nella zona sono presenti un rifugio denominato Rifugio Malga Conseria (1.848 m) e una malga.

## Storia
Oltre agli allevatori che portavano le vacche all'alpeggio già nel XIX secolo, la zona fu molto frequentata dai soldati durante la prima guerra mondiale essendo stata zona di confine tra il Regno d'Italia e Impero austro-ungarico. Durante i tre anni di guerra, visto che l'Italia era entrata nel 1915, la zona subì vari attacchi e spostamenti di confine su ambedue gli schieramenti. Attualmente è possibile vedere molti resti, sia austriaci che italiani, in Cima Socede dove sono presenti vari baraccamenti.
Anche la seconda guerra mondiale colpì Conseria: infatti venne fatto un bombardamento, molto probabilmente per errore, sul prato circostante la zona.
Negli anni 60 si cominciarono a costruire le malghe e il rifugio.